# Смардзево (Любуське воєводство)
Смардзево (пол. Smardzewo, нім. Schmarse) — село в Польщі, у гміні Щанець Свебодзінського повіту Любуського воєводства.
Населення — 587 осіб (2011).
У 1975-1998 роках село належало до Зеленогурського воєводства.

## Демографія
Демографічна структура станом на 31 березня 2011 року:
|          | Загалом | Допрацездатний вік | Працездатний вік | Постпрацездатний вік |
| -------- | ------- | ------------------ | ---------------- | -------------------- |
| Чоловіки | 292     | 68                 | 211              | 13                   |
| Жінки    | 295     | 69                 | 175              | 51                   |
| Разом    | 587     | 137                | 386              | 64                   |